# Annemiek Bekkering
Annemiek Bekkering (Veghel, 5 de agosto de 1991) es una deportista neerlandesa que compite en vela en la clase 49er FX.
Participó en dos Juegos Olímpicos de Verano, obteniendo una medalla de bronce en Tokio 2020, en la clase 49er FX (junto con Annette Duetz), y el séptimo lugar en Río de Janeiro 2016, en la misma clase.
Ganó dos medallas de oro en el Campeonato Mundial de 49er, en los años 2018 y 2019, y una medalla de oro en el Campeonato Europeo de 49er de 2019. Participó en los Juegos Olímpicos de Río de Janeiro 2016, ocupando el séptimo lugar en la clase 49er FX.

## Palmarés internacional
| \| Juegos Olímpicos \| Juegos Olímpicos \| Juegos Olímpicos \| Juegos Olímpicos \| \| Año \| Lugar \| Medalla \| Clase \| \| ------------------ \| ------------------------ \| ----------------- \| ---------------- \| \| 2020 \| Tokio (Japón) \| Medalla de bronce \| 49er FX \| \| Campeonato Mundial \| \| \| \| \| Año \| Lugar \| Medalla \| Clase \| \| 2018 \| Aarhus (Dinamarca) \| Medalla de oro \| 49er FX \| \| 2019 \| Auckland (Nueva Zelanda) \| Medalla de oro \| 49er FX \| \| Campeonato Europeo \| \| \| \| \| Año \| Lugar \| Medalla \| Clase \| \| 2019 \| Weymouth (Reino Unido) \| Medalla de oro \| 49er FX \| |                          |                   |         |
| Juegos Olímpicos |                          |                   |         |
| Año | Lugar                    | Medalla           | Clase   |
| 2020 | Tokio (Japón)            | Medalla de bronce | 49er FX |
| Campeonato Mundial |                          |                   |         |
| Año | Lugar                    | Medalla           | Clase   |
| 2018 | Aarhus (Dinamarca)       | Medalla de oro    | 49er FX |
| 2019 | Auckland (Nueva Zelanda) | Medalla de oro    | 49er FX |
| Campeonato Europeo |                          |                   |         |
| Año | Lugar                    | Medalla           | Clase   |
| 2019 | Weymouth (Reino Unido)   | Medalla de oro    | 49er FX |